# 蒂姆希茨-庫茲涅佐夫劫機事件
蒂姆希茨-庫茲涅佐夫劫機事件，另稱 列寧格勒第一場審判 或 婚禮行動 (俄语：/中文：列寧格勒航班事件, 或 Дело группы Дымшица-Кузнецова/中文：蒂姆希茨-庫茲涅佐夫群伙事件) (列寧格勒進程)，是指16名被拒绝者於1970年6月15日試圖劫持民航客機逃往西方的事件。劫機行動雖然以失敗告終，但其成爲了冷戰時期值得注目的事件。蘇聯侵害人權的行爲引起了國際社會的關注，以致最終蘇聯當局暫時放鬆其移民政策的限制。

## 事件背景
1967年6月，蘇聯政府為抗議以色列在六日戰爭期間及其後的政策，斷絕了與以色列的關係。若要辦理離境簽證，申請人(通常是整個家庭)需要先辭去他們的工作，但此舉會被蘇聯當局以社會寄生蟲罪予以起訴。大批蘇聯的猶太人爲了離開蘇聯而申請離境簽證，當中有些人獲批離開，但更多人被當局拒絕移民申請，這些申請個案會積壓在蘇聯内務部轄下管理離境簽證部門—簽證及注冊辦公室(俄语：ОВиР, "Отдел Виз и Регистрации")多年之久。 在衆多拒絕的個案中，拒絕的原因是申請人的工作崗位賦予其使用或接觸有關蘇聯國家安全的資訊，因此不允許離開蘇聯。 

## 事件過程
1970年，16名「拒絕移民」的蘇聯人(當中有2名是非猶太裔)在異見人士愛德華·庫茲涅佐夫（他之前因發行反蘇報紙「鳳凰」而被當局判處7年有期徒刑）的組織下，以參加婚禮為由作藉口，包下往來列寧格勒到普里奧焦爾斯克的安托諾夫An-2（昵稱"кукурузник"，意即剝玉米皮的機器）本地航班；計劃在中途停留到起飛前這段時間將機師趕下飛機，之後隨即飛往瑞典。他們的最終目的地是抵達以色列。其中一位劫機者馬克·蒂姆希茨是一名有駕駛安托諾夫An-2經驗的前戰鬥機飛行員。 這群人稱此計劃為「婚禮行動」。
制定計劃後的幾個月，他們決定在1970年6月實施計劃。這群人在6月15日的早上一同抵達列寧格勒附近的里傑夫卡機場後，旋即被克格勃逮捕。

## 後續

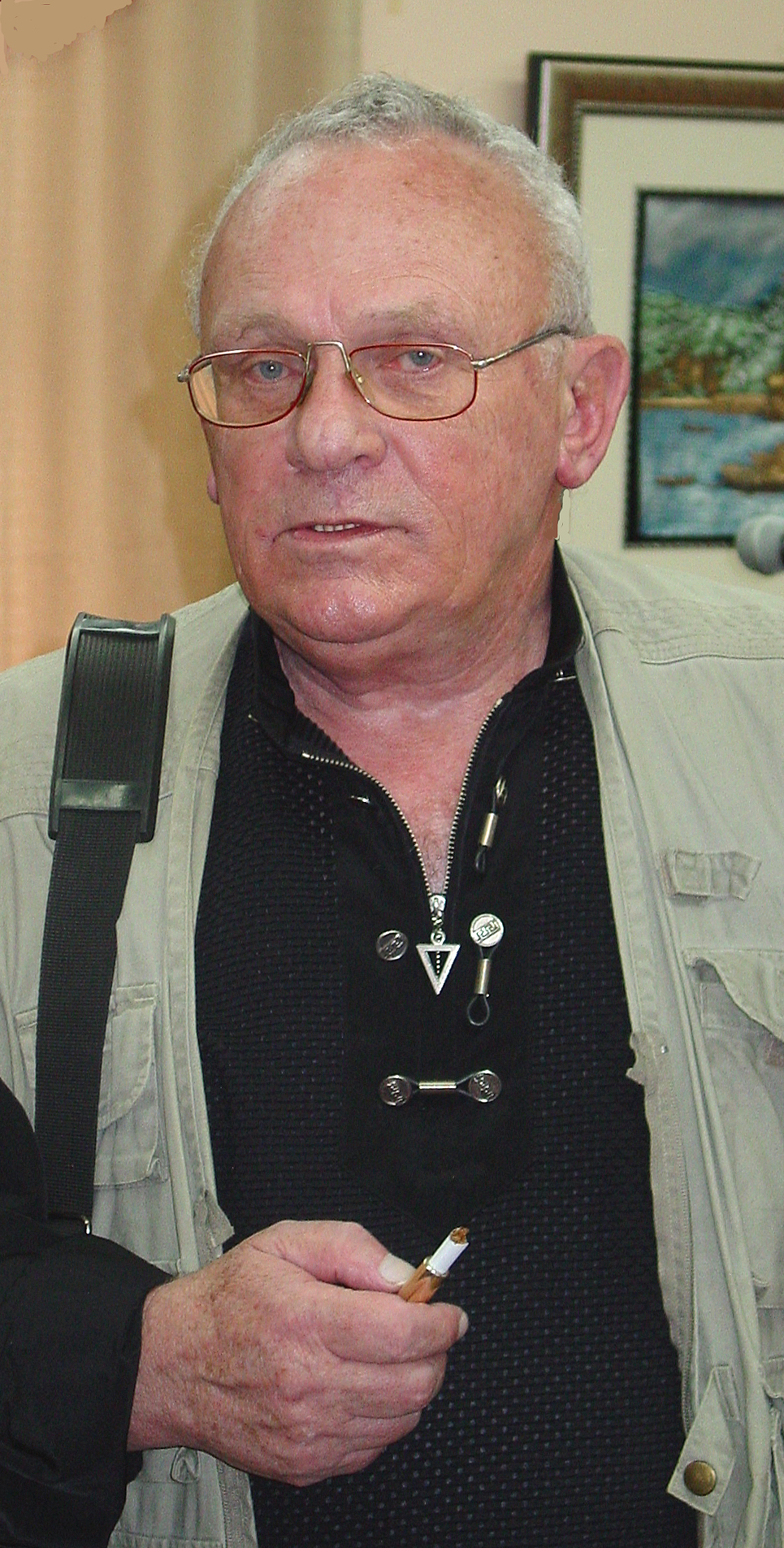
2009年7月11日，在紐約的愛德華·庫茲涅佐夫與「戴維森電台」的聽衆見面時的照片。

當局根據俄羅斯蘇維埃聯邦社會主義共和國刑法第64條，以叛國罪起訴他們。審訊於1970年12月15日至24日舉行，馬克·蒂姆希茨(43歲)和愛德華·庫茲涅佐夫(30歲)被判處死刑。 其餘九名劫機者被判處監禁，分別是：西尔瓦·佐曼森(25歲；庫茲涅佐夫的妻子，也是審訊中唯一的一位女士，10年有期徒刑);約瑟夫·門德列維奇(23歲，15年有期徒刑);尤里·費多罗夫(15年有期徒刑);阿列克謝·穆爾津科(27/28歲，14年有期徒刑); 阿里耶·克諾赫(25歲，13年有期徒刑); 阿納托利·欧特曼(28歲，12年有期徒刑);  鮑里斯·彭森(23歲，10年有期徒刑); 以色列·佐曼森(21歲，8年有期徒刑) 及 门德尔·波尼亚(32歲，4年有期徒刑)。而西尔瓦和以色列的哥哥—31歲的沃爾夫·佐曼森，由於他是蘇聯紅軍的中尉，因此他的審訊會由軍事法庭來處理。在1971年的2月2日，他被判處10年監禁。
事件遭到國際的抗議後，位於莫斯科的俄羅斯蘇維埃聯邦社會主義共和國最高法院的刑事案件司法委員會決定重審及修改判決，案件主腦的蒂姆希茨和庫茲涅佐夫從死刑減刑為15年監禁，其他叛逃者也被減刑到2年至5年的監禁。
國際對此事件的强烈譴責也導致蘇聯當局大量增加移民配額。在1960到1970年間，只有4000人可以合法地從蘇聯移民到其他國家。在這次審判以後，於1971年到1980年期間，總共有347,100人獲得簽證離開蘇聯，其中的245,951人是猶太人。

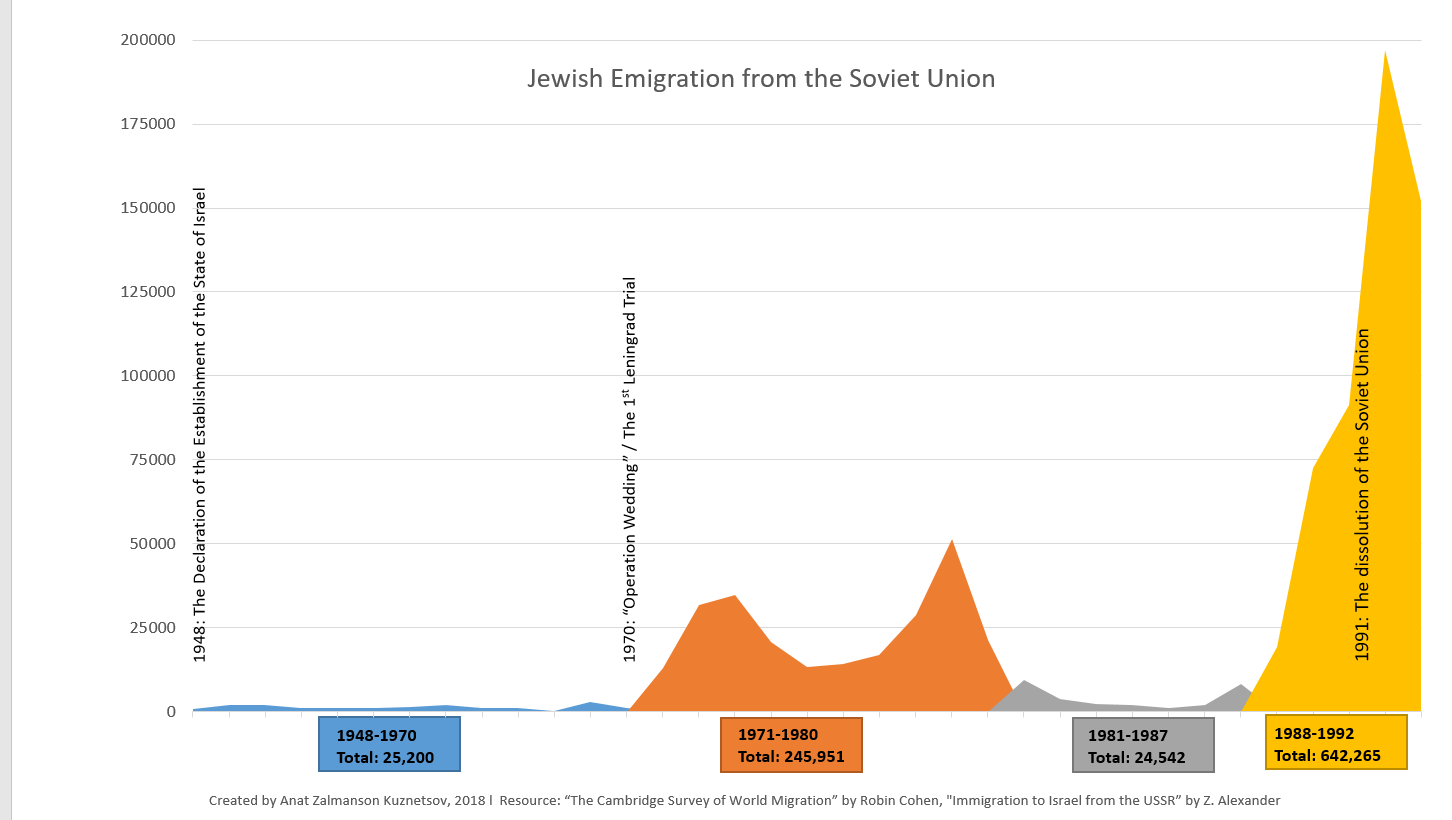
猶太人在列寧格勒首場審判之前和之後從蘇聯移民外國的數據

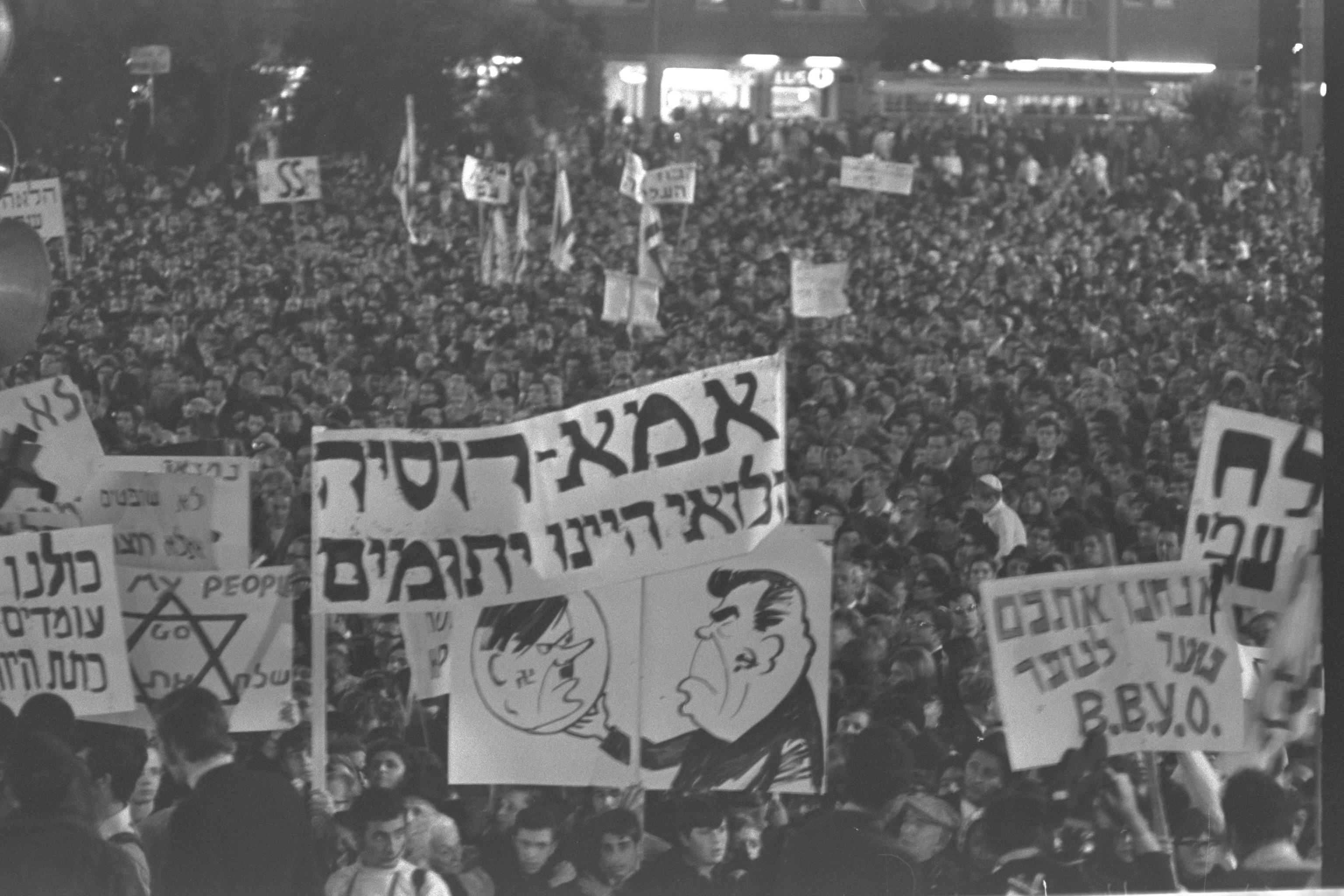
以色列人抗議對劫機事件參與者判處死刑

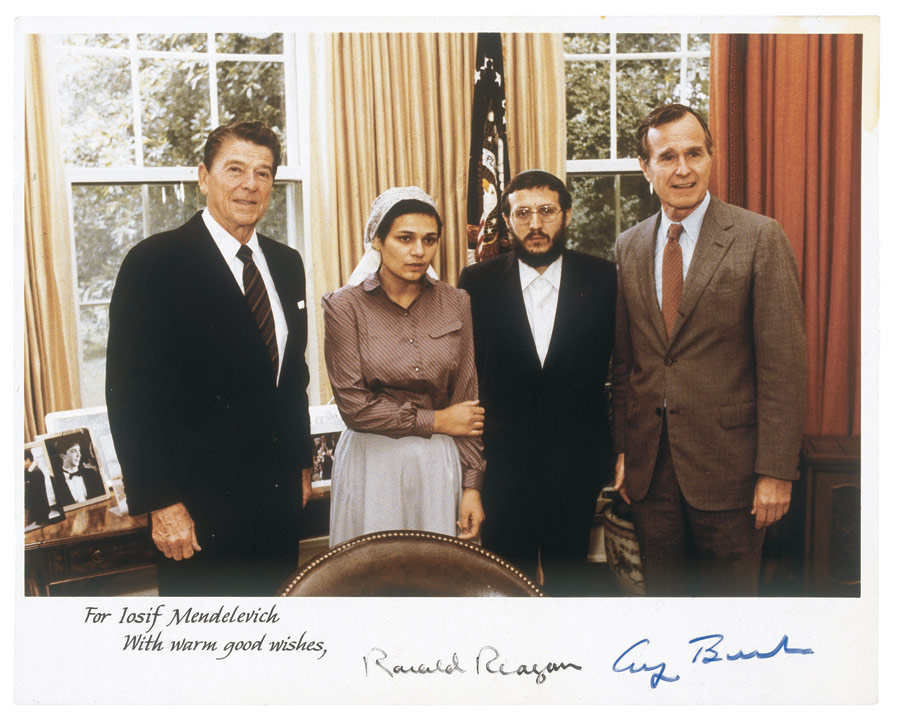
由左至右：時任美國總統罗纳德·里根，阿維塔爾·沙蘭斯基，約瑟夫·門德列維奇 和時任副總統乔治·赫伯特·沃克·布什

1974年8月，西尔瓦·佐曼森被當局釋放並在柏林與以色列交換蘇聯間諜尤里·利諾夫 （页面存档备份，存于），之後她於9月到達以色列並移居當地。在接下來的數年她要求蘇聯把她的丈夫，愛德華·庫茲涅佐夫以及其他的叛逃者釋放。
愛德華·庫茲涅佐夫最終於1979年4月27日獲釋，並回到了以色列與她的妻子團聚。馬克·蒂姆希茨也在同一時間與另外三名蘇聯異見人士亞歷山大·金茲堡，瓦倫丁·莫羅茲 和 格奧爾基·文斯獲釋。經過很長一段時間的談判後，五名叛逃者用作交換兩名蘇聯情報人員：魯道夫·切爾尼亞耶夫和瓦爾迪克·恩格爾。這兩名情報人員以秘書的身份就職於聯合國，被美國聯邦法院判處50年監禁。1987年10月，發現了他們於5月在新澤西被捕前所接收的特工報告 (隨後發現蘇聯駐聯合國代表團的使館專員弗拉基米爾·津亞金是這兩位情報員的聯系者，因其有外交豁免權而不被起訴)。
庫茲涅佐夫移居以色列後，成立了自由電台的新聞部(1983-1990)以及擔任以色列最受歡迎的俄語報紙Vesti(俄语：Вести) (1990–1999)的總編輯。
由科羅拉多州參議院的參議員蒂爾曼·畢夏普領導的「釋放列寧格勒三人委員會」在組織草根和外交運動以釋放剩餘囚犯方面發揮了重要作用。
1981年2月，約瑟夫·門德列維奇獲釋並在以色列與他的家庭團聚。他要求繼續發動釋放另外兩名囚犯的運動，分別是尤里·費多洛夫和阿列克謝·穆爾津科：「事實上這兩名囚犯都不是猶太人，這是蘇聯歧視中最糟糕的例子，我不得不提出爲其抗議」。
1984年6月15日，阿列克謝·穆爾津科獲釋，但隨後被當局以「違反假釋」爲由再次逮捕。1985年6月，尤里·費多洛夫在受到「101公里」的居住限制下獲釋。直到1988年之前他都被當局拒絕發放離境簽證，之後他離開蘇聯前往美國。在1998年，爲了紀念蘇聯異見人士「反對蘇聯政權以及爲了民主犧牲他們的個人自由和生命」，他成立了「感恩基金」。
導演阿娜特·扎爾曼松-庫茲涅佐夫（愛德華·庫茲涅佐夫和希爾娃·扎爾曼松所生的女兒）在2016年發行了一部名爲"婚禮行動"的紀錄片，講述了整個劫機過程。

## 注解
- ^  ИСТОРИЯ ИНАКОМЫСЛИЯ В СССР (蘇聯異見人士的歷史) （页面存档备份，存于） by Ludmila Alekseyeva. 維爾紐斯, 1992 (俄語)

## 外部連結
- "OPERATION WEDDING" A documentary film by Anat Zalmanson-Kuznetsov （页面存档备份，存于）
- The role of Sen. Tilman Bishop in "The Committee to Free the Leningrad Three" （页面存档备份，存于）
- When Russian Jews tried to steal a plane to reach Israel （页面存档备份，存于）, Shlomit Sharvit Barzilay YNET, December 19th, 2020
- Hijacking History ,Fifty years ago today in Leningrad, a small group of Soviet Jews was tried for attempting a daring escape to Israel. Eerily, their story is relevant again—this time, for American Jews. （页面存档备份，存于）  Izabella Tabarovsky, Tablet December 24th, 2020
- Declaration and ‘Last Will’ of the Leningrad Hijackers （页面存档备份，存于）  Izabella Tabarovsky, Tablet December 24th, 2020